# Arrondissements des Côtes-d'Armor

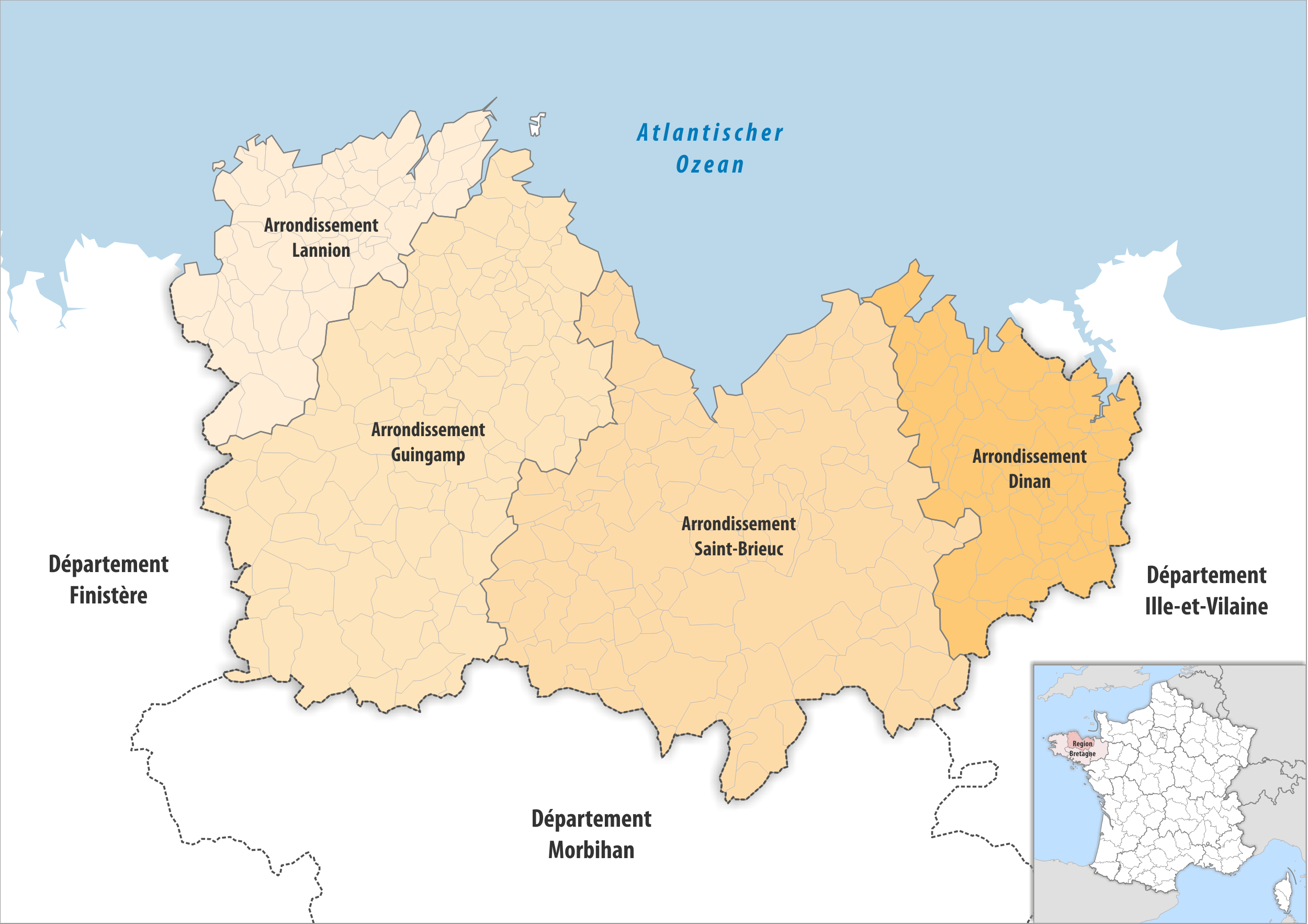
Les arrondissements des Côtes-d'Armor en 2019.

Le département des Côtes-d'Armor comprend quatre arrondissements.

## Composition
| Nom                            | Code Insee | Superficie (km2) | Population (dernière pop. légale) | Densité (hab./km2) | Modifier             |
| ------------------------------ | ---------- | ---------------- | --------------------------------- | ------------------ | -------------------- |
| Arrondissement de Dinan        | 221        | 984,90           | 106 772 (2022)                    | 108                | modifier les données |
| Arrondissement de Guingamp     | 222        | 2 292,30         | 126 343 (2022)                    | 55                 | modifier les données |
| Arrondissement de Lannion      | 223        | 904,40           | 100 877 (2022)                    | 112                | modifier les données |
| Arrondissement de Saint-Brieuc | 224        | 2 696,00         | 275 606 (2022)                    | 102                | modifier les données |
| Côtes-d'Armor                  | 22         | 6 878,00         | 609 598 (2022)                    | 89                 | modifier les données |

## Historique
- 1790 : création du département des Côtes-du-Nord avec neuf districts : Broons, Dinan, Guingamp, Lamballe, Lannion, Loudéac, Pontrieux, Rostrenen, Saint-Brieuc.
- 1800 : création des arrondissements : Dinan, Guingamp, Lannion, Loudéac, Saint-Brieuc.
- 1926 : suppression de l'arrondissement de Loudéac.
- 1990 : les Côtes-du-Nord deviennent Côtes-d'Armor.
- 2015 : un nouveau découpage territorial concernant les cantons entre en vigueur à l'occasion des élections départementales de mars 2015, ces cantons s'affranchissent ainsi des limites d'arrondissements.
- 2017 : les arrondissements sont modifiés pour intégrer les nouveaux territoires des cantons[1] :
  - 25 communes de l'arrondissement de Dinan intègrent celui de Saint-Brieuc ;
  - 5 communes de l'arrondissement de Guingamp intègrent celui de Saint-Brieuc ;
  - 29 communes de l'arrondissement de Saint-Brieuc intègrent celui de Guingamp.

### Arrondissements de 1982 à 2015

Arrondissements et cantons des Côtes-d'Armor de 1982 à 2015

De 1982 à 2015, les arrondissements se composent de:
- 21 cantons pour l'arrondissement de Saint-Brieuc
- 12 cantons pour l'arrondissement de Dinan
- 12 cantons pour l'arrondissement de Guingamp
- 7 cantons pour l'arrondissement de Lannion